# Сулейман-шах (султан Рума)
Сулейман-шах або Сулейман II (*д/н — 1204) — 7-й султан Рума в 1196—1204 роках. Повне ім'я Рукн ад-Дін Сулейман-шах бен Килич-Арслан.

## Життєпис
Походив з династії Сельджукидів. Старший син Килич-Арслана II, султана Рума. Про дату народження нічого невідомо. У 1190 році отримав від батька в керування бейлік Токат, де став маліком (намісником). У 1192 році новим султаном став молодший брат Сулейман-шаха — Кей-Хосров I.
Політика султана на зближення з Візантійською імперією, недосвідченість у справах викликала невдоволення серед сельджуцької знаті. Цим зрештою вирішив скористатися Сулейман-шах, який у березні 1196 року раптово підійшов до столиці держави — Конья, та взяв в облогу. Після 4 місяців боротьби Кей-Хосров I здався. Сулейман-шах зберіг тому життя, але повалений султан вимушений був залишити межі Румської держави.
Сулейман-шах, ставши володарем султанату, спрямував зусилля для посилення своєї влади та подолання розподілу Рума на окремі бейліки, де панували його брати. Спочатку він захопив бейлік Ніксар та Койлухсар, де правив брат Наср ад-Дін Баркіярук. Потім підкорив Амасію, віднявши її у Нізам ад-Дін Аргун-шаха. Вимушений був підкоритися також Мюгіс ад-Дін Тогрул-шах, малік Ельбістану.
У 1199 році стикнувся з загрозою з боку Левона II, царя Кілікії, який вдерся до Східної Анатолії, намагаючись захопити Кайсері. Втім війська Сулейман-шаха завдали вірменському володареві тяжкої поразки. Разом з тим не вдалося встановити зверхність над Кілікією. Спроба підкорити Артукидів, володарів Харпута, також виявилася не зовсім вдалою. Втім останні визнали номінальну зверхність Рума.
У 1204 році захопив місто Ерзурум, а потім підійшов до Карсу. Водночас відправив грузинській цариці Тамарі вимогу визнати свою зверхність (за переказами вимагав прийняття грузинами ісламу). Втім у битві при бадіані війська Рума зазнало нищівної поразки. після цього сулейман-шах зосередився на підкоренні незалежних бейлік. Було приєднано Малатьї, де повалено Муїз ад-Дін Кайсар-шаха, а потім Анккару, Ескішехір, Кастамонлу та Чанкири, які віднято у Мухі ад-Дін Масуда. Неподалік від Анкари Сулейман-шах раптово помер. Його оточення оголосили новим султаном Килич-Арслана III, сина померлого.